# Riedstadt
Riedstadt is een gemeente in de Duitse deelstaat Hessen, en maakt deel uit van de Kreis Groß-Gerau.
Riedstadt telt 24.004 inwoners.

## Plaatsen in de gemeente Riedstadt
- Crumstadt
- Erfelden
- Goddelau
- Leeheim
- Wolfskehlen

Biebesheim am Rhein ·
Bischofsheim ·
Büttelborn ·
Gernsheim ·
Ginsheim-Gustavsburg ·
Groß-Gerau ·
Kelsterbach ·
Mörfelden-Walldorf ·
Nauheim ·
Raunheim ·
Riedstadt ·
Rüsselsheim am Main ·
Stockstadt am Rhein ·
Trebur